# Новокорсунскаја
Новокорсунскаја (рус. Новокорсунская) насељено је место руралног типа (станица) на југозападу европског дела Руске Федерације. Налази се у централном делу Краснодарске покрајине и административно припада њеном Тимашјовском рејону.
Према подацима националне статистичке службе РФ за 2010, у селу је живело 4.945 становника.

## Географија
Станица Новокорсунскаја се налази у централном делу Краснодарске покрајине на неких 66 километара североисточно од покрајинског административног центра Краснодара, односно око 15 км источно од рејонског центра Тимашјовска. Село се налази у пространој Кубањско-приазовској степи на надморској висини од око 16 метара и лежи на обе обале реке Бејсужек Леви (притока Бејсуга).

## Историја
Насеље су 1809. основали Кубањски Козаци.

## Демографија
Према подацима са пописа становништва 2010. у граду је живело 4.945 становника.
| 1989. | 2002. | 2010. |
| ----- | ----- | ----- |
| [ 2 ] | 5.067 | 4.945 |